# 공학기술연구소

공학기술연구소(Institution of Engineering and Technology, IET)는 여러 분야의 전문 엔지니어링 기관이다. IET는 1871년에 설립된 IEE(전기 기술자 협회)와 1884년에 설립된 IIE(Institution of Incorporated Engineers)라는 두 개의 개별 기관으로 2006년에 설립되었다. 현재 전 세계 회원 수는 153국가에 158,000명이 넘는다. IET의 주요 사무실은 영국 런던의 사보이 플레이스와 영국 스테버니지의 마이클 패러데이 하우스(Michael Faraday House)에 있다.
영국에서는 IET가 공인 엔지니어, 통합 엔지니어, 엔지니어링 기술자, ICT 기술자라는 타이틀에 대한 전문 등록을 엔지니어링 위원회의 인증된 회원 기관으로 설정할 권한을 가지고 있다.
IET는 잉글랜드, 웨일스, 스코틀랜드에 자선단체로 등록되어 있다.

## 같이 보기
- 공학
- 공학윤리